# Анзас (приток Мрассу)
Анзас (шор. Оңзас) — река в России, протекает по Таштагольскому району Кемеровской области. Устье реки находится в 148 км от устья реки Мрассу по правому берегу. Длина реки составляет 15 км. Приток — Атаягаш.

## Данные водного реестра
По данным государственного водного реестра России относится к Верхнеобскому бассейновому округу, водохозяйственный участок реки — Томь от истока до города Новокузнецк, без реки Кондома, речной подбассейн реки — Томь. Речной бассейн реки — (Верхняя) Обь до впадения Иртыша.